# Joëlle Numainville
Joëlle Numainville, née le 20 novembre 1987 à Laval au Québec, est une ancienne coureuse cycliste canadienne. Elle a notamment été médaillée d'or de la course en ligne des championnats panaméricains 2009 et championne du Canada sur route en 2010. En 2012, elle participe aux Jeux olympiques de Londres et y prend la douzième place de la course en ligne.

## Biographie
En 2012, elle se montre très en forme au Tour de l'Ardèche. Elle est quatrième du prologue, puis huitième du contre-la-montre de la deuxième étape. Elle remporte le sprint peloton sur l'étape suivante et se classe donc deuxième précédée par Emma Pooley d'une minute quarante. Elle s'impose le lendemain au sprint et termine deuxième de la cinquième étape battue par Carla Ryan. Elle finit cinquième de la dernière étape. Elle s'adjuge le maillot à points du Tour.
Le 2 mai 2013, elle est victime d'une chute durant le Tour of the Gila et en ressent des vertiges. Elle poursuit sa saison en étant deuxième du Grand Prix du Gatineau et deuxième du Chrono du Gatineau. Elle gagne également le championnat du Canada du contre-la-montre et sur route. Pourtant, elle éprouve des difficultés à maîtriser la trajectoire de son vélo. Après une nouvelle chute lors des jeux de la francophonie, une commotion cérébrale lui est diagnostiquée. Elle en éprouve des insomnies, des problèmes de vision et des fatigues inexplicables. Cela met fin à sa saison. La même année, elle passe son baccalauréat de finances à l'université du Québec à Montréal.
À la fin de l'année 2014 elle signe un contrat avec l'équipe Bigla Cycling Team. Lors des championnats nationaux, Joëlle Numainville est quatrième du contre-la-montre puis gagne l'épreuve en ligne au sprint en passant le dernier virage en tête et en résistant au retour de Leah Kirchmann. En fin de saison, elle est onzième de la course en ligne des championnats du monde.
En 2016, elle se dit choquée par sa non-sélection pour les Jeux olympiques de Rio.
Au Grand Prix de Plouay, Leah Kirchmann part seule en tête à l'entrée du dernier tour. Elle n'est reprise que dans la côte de Ty Marrec. Six coureuses s'y détachent mais ne coopèrent pas. La victoire se joue dans un sprint à quatorze. Eugenia Bujak s'impose devant Elena Cecchini et Joëlle Numainville.
Aux championnats du monde, la formation Cervélo Bigla obtient la médaille de bronze du contre-la-montre par équipes derrière les formations Boels Dolmans et Canyon-SRAM. Sur l'épreuve en ligne, Joëlle Numainville se classe neuvième.

## Palmarès

### Palmarès par année
- 2008
  - 2e du championnat du Canada sur route espoirs
- 2009
  -  Médaillée d'or de la course en ligne des championnats panaméricains
  -  Championne du Canada sur route espoirs
  - 2e et 3e étapes de la Tucson Bicycle Classic
  - 5e étape du Trophée d'Or féminin
  - 3e du championnat du Canada du contre-la-montre espoirs
- 2010
  -  Championne du Canada sur route
  - Grand Prix cycliste de Gatineau
  -  Médaillée d'argent de la course en ligne des championnats panaméricains
- 2011
  - Clarendon Cup
  - 2e du Grand Prix cycliste de Gatineau
  - 2e du championnat du Canada du critérium
  - 2e de la Crystal City Classic
  - 4e de la course en ligne des championnats panaméricains
  - 6e du Tour des Flandres
  - 8e du Grand Prix de Plouay
- 2012
  - 4e étape du Tour de l'Ardèche
  - 3e du championnat du Canada sur route
  - 3e du Tour des Flandres
- 2013
  -  Championne du Canada du contre-la-montre
  -  Championne du Canada sur route
  - 4e étape du Tour de l'Ardèche
  - 2e du Grand Prix cycliste de Gatineau
  - 2e du Chrono Gatineau
  - 2e de la Philadelphia Cycling Classic
- 2014
  - 2e de la Winston Salem Cycling Classic
- 2015
  -  Championne du Canada sur route
  - 2e du Grand Prix cycliste de Gatineau
  - 4e du contre-la-montre par équipes de l'Open de Suède Vårgårda
- 2016
  - White Spot Delta Road Race
  - 2e du Grand Prix cycliste de Gatineau
  - 2e du contre-la-montre par équipes de l'Open de Suède Vårgårda
  - 2e du championnat du Canada sur route
  -  Médaillée de bronze au championnat du monde du contre-la-montre par équipes
  - 3e du championnat du Canada du contre-la-montre
  - 3e du Grand Prix de Plouay
  - 6e de la RideLondon-Classique
  - 9e du championnat du monde sur route
- 2017
  - 3e du championnat du Canada du critérium

### Classements mondiaux
| Année                                 | 2009 | 2010 | 2011 | 2012 | 2013 | 2014 | 2015 | 2016 | 2017 |
| ------------------------------------- | ---- | ---- | ---- | ---- | ---- | ---- | ---- | ---- | ---- |
| Classement UCI                        | 49e  | 32e  | 27e  | 32e  | 28e  | 130e | 34e  | 22e  | 161e |
| UCI World Tour                        |      |      |      |      |      |      |      | 18e  | nc   |
|                                       |      |      |      |      |      |      |      |      |      |
| Légende : nc = non classéSource : UCI |      |      |      |      |      |      |      |      |      |